# Комаров, Василий Исакович
Василий Исаевич Комаров (1911—1989) — советский военный моряк-подводник, капитан 2-го ранга, командир подводной лодки Л-15 в годы Великой Отечественной войны.

## Биография
Родился Комаров Василий Исаевич19 января 1911 года в деревне Шульгино Рязанской губерни ныне Касимовского района Рязанской области. По национальности — русский. В РККФ с 1931 года.
В 1934 году окончил Военно-морское училище им. Фрунзе. И в этом же году Василий начинает службу на Тихоокеанском флоте.
В 1934−1935 годах штурман подводной лодки «Щ-111».
1935−1936 годах штурман подводной лодки типа — «Малютка» «М-13».
В 1938 году окончил Курсы командного состава Учебного отряда подводного плавания ми. Кирова.
С 16 марта 1938 года по 13 апреля 1939 года командовал подводной лодкой «М-21».
С 13 апреля 1939 года по 21 ноября 1940 года командир щуки «Щ-104».
С 21 ноября 1940 года по 10 сентября 1942 года занимал должность командира лодки «Л-12».
10 сентября 1942 года назначен командиром лодки «Л-15», под его командованием лодка совершила дальний поход и через США, Панамский канал и Великобританию перешла с Тихоокеанского флота на Северный флот. Всего во время войны совершил 7 боевых походов (62 суток). Выполнил  4 торпедные атаки, в результате которых, возможно, потоплен 1 корабль. 4 минных постановки (72 мины). Предположительно на минах погиб 26 апреля 1944 г. сторожевой корабль «NH-24».
После окончания войны Комаров продолжал службу на Северном Флоте. Командовал лодкой «Л-15» до 29 января 1946 года.
- С 1946 года по 1947 год начальник отдела подводного плавания Штаба Северного флота.
- С 1947 года по 1948 год начальник штаба отдельного дивизиона подводных лодок в Горьком.
- С 1948 года по 1949 год старший офицер отдела Управления боевой подготовки ВМФ.
- С 3 мая 1949 года по 5 ноября 1950 года командовал подводной лодкой «С-62».
- В 1950 году занимал должность дивизионного штурмана охраны водного района Потийской ВМБ.
- С 1951 года по 1952 год старший преподаватель Школы Учебного отряда подводного плавания.
- В 1952 году ушёл в отставку, последние годы жизни жил в Херсоне.